# Аарън Бек
Аарън Бек (на английски: Aaron Temkin Beck) е американски психолог и психиатър, баща на модерната когнитивна терапия.

## Биография
Роден е на 18 юли 1921 година в Провидънс, САЩ, в семейството на руски емигранти, потърсили убещиже след Великата Октомврийска Революция от 1917 г. Завършва медицина, след което специализира психиатрия в Университета в Пенсилвания, който по-късно се превръща в световно средище на когнитивната психотерапия.
Бек е почетен доктор по психиатрия на същия университет, в който е подготвил множество последователи на една от най-динамично развиващите се и краткосрочни психотерапии. Той е единственият психиатър клиник, който е удостоен с почетна награда заради научноизследователските си открития в областта на модерната психотерапия от Американската Асоциация на психолозите.
Умира на 1 ноември 2021 г.

## Научна дейност
Аарън Бек започва работа по създаването на собствено теоретично направление, след като констатира, че неговите депресивни и страдащите от тревожни разстройства пациенти са неудовлетворени от психоаналитичната терапия. Бек смята, че основна причина за завишената невротичност и затруднената адаптация към заобикалящата ни среда се крие в неправомерно създадените ни модели на мислене, както и в прекомерната поляризация на когнициите. Прекомерната поляризация означава, че строго индивидуалният опит, който натрупва и съхранява всеки човек, е изначално осакатен от погрешни предубеждения и психологически автоматизми. Терапевтичната интервенция се състои в кардинална промяна на убежденията, която се постига чрез липсата на патерналистичен подход (подход, при който психоаналитика ръководи и покровителства пациентите по време на анализата), характерен за психоаналитичната доктрина. Непатерналистичният подход в когнитивната психотерапия означава, че терапевтът третира пациента като равнопоставен в рамките на терапевтичната беседа, както и в целия цикъл на взаимоотношенията им.